# Сеитов, Утеген Сеитович
Утеген Сеитович Сеитов — советский хозяйственный, государственный и политический деятель.

## Биография
Родился в 1923 году в селе Актогай. Член КПСС.
Участник Великой Отечественной войны.
С 1945 года — на хозяйственной, общественной и политической работе. В 1945—1984 гг. — следователь прокуратуры в Келесском, Сарыагашском районах, старший следователь прокуратуры Южно-Казахстанской области, прокурор отдела прокуратуры Казахской ССР, прокурор Советского района города Алматы, прокурор Алматинской области, первый заместитель прокурора Казахской ССР, Прокурор Казахской ССР.
Избирался депутатом Верховного Совета Казахской ССР 7-10-го созывов.
Умер в 1997 году, похоронен на Кенсайском кладбище.